# كاتارزينا والتر
كاتارزينا والتر (بالبولندية: Katarzyna Walter)‏ هي ممثلة بولندية، ولدت في 23 فبراير 1960 بكراكوف في بولندا.

## وصلات خارجية
- كاتارزينا والتر على موقع IMDb (الإنجليزية)